# Strigoplus
Genre
Strigoplus est un genre d'araignées aranéomorphes de la famille des Thomisidae.

## Distribution
Les espèces de ce genre se rencontrent en Asie du Sud, en Asie du Sud-Est et en Asie de l'Est.

## Liste des espèces
Selon World Spider Catalog (version 25.0, 30/01/2024) :
- Strigoplus albostriatus Simon, 1886
- Strigoplus bilobus Saha & Raychaudhuri, 2004
- Strigoplus guizhouensis Song, 1990
- Strigoplus moluri Patel, 2003
- Strigoplus netravati Tikader, 1963

## Systématique et taxinomie
Ce genre a été décrit par Simon en 1886 dans les Thomisidae.

## Publication originale
- Simon, 1886 : « Matériaux pour servir à la faune arachnologiques de l'Asie méridionale. III. Arachnides recueillis en 1884 dans la presqu'île de Malacca, par M. J. Morgan. IV. Arachnides recueillis à Collegal, district de Coimbatoore, par M. A. Theobald G. R. » Bulletin de la Société zoologique de France, vol. 10, p. 436-462 (texte intégral).